# Campanula celsii
Espèce
Classification APG III (2009)
Campanula celsii est une espèce de campanule originaire de Grèce.

## Synonymes
- C. rupestris subsp. celsii

## Sous espèces
- C. celsii subsp. carystea
- C. celsii subsp. celsii
- C. celsii subsp. parnesia
- C. celsii subsp. spathulifolia

## Description
Cette campanule se distingue des espèces proches par un stigmate à cinq lobes.

## Biologie
Campanula celsii pousse dans les fissures de rochers ou les murs de pierre. Par exemple, elle est fréquente sur les sites archéologiques du Péloponnèse.
La période de floraison s'étend de mars à mai

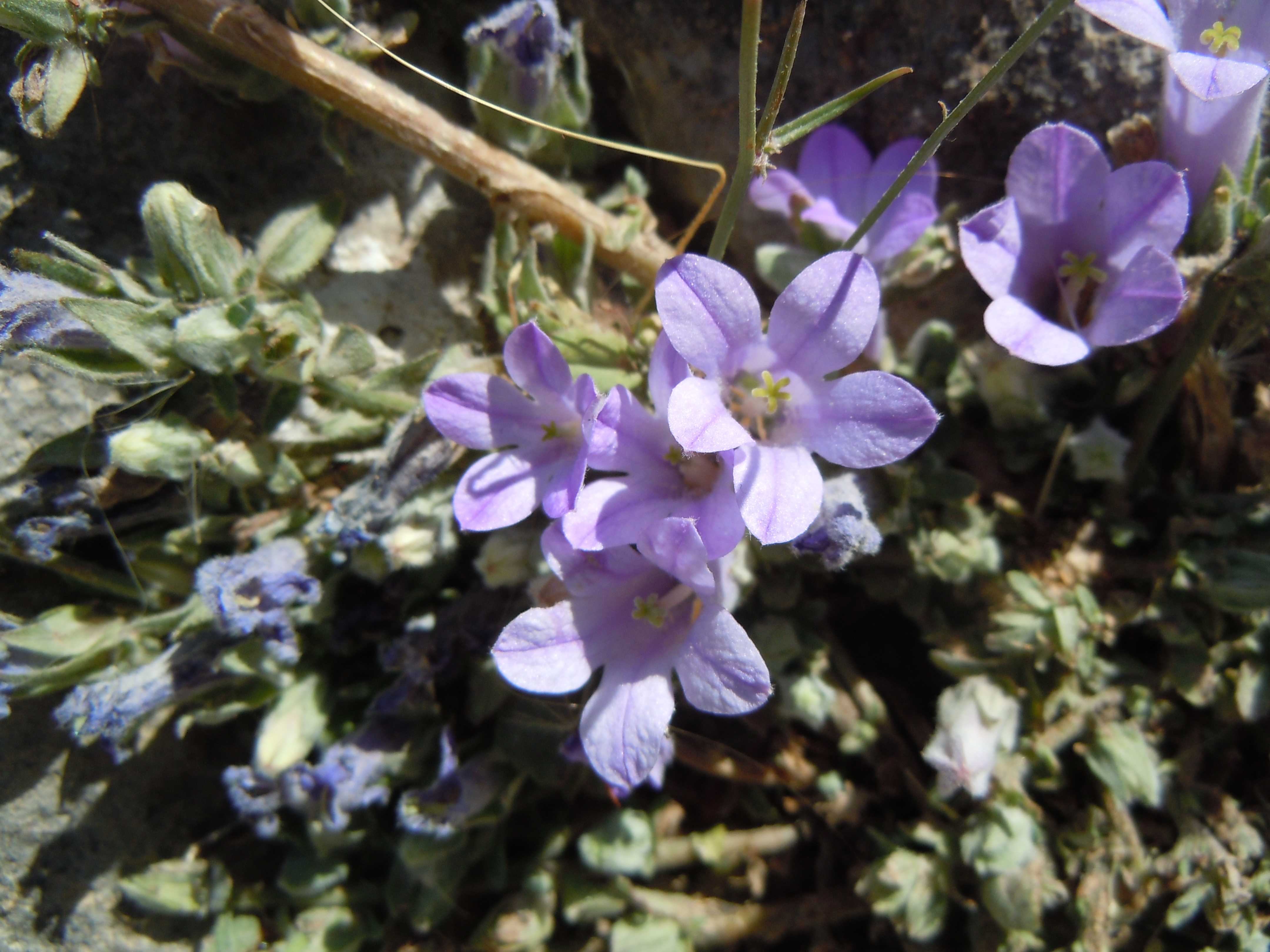
Détail des fleurs
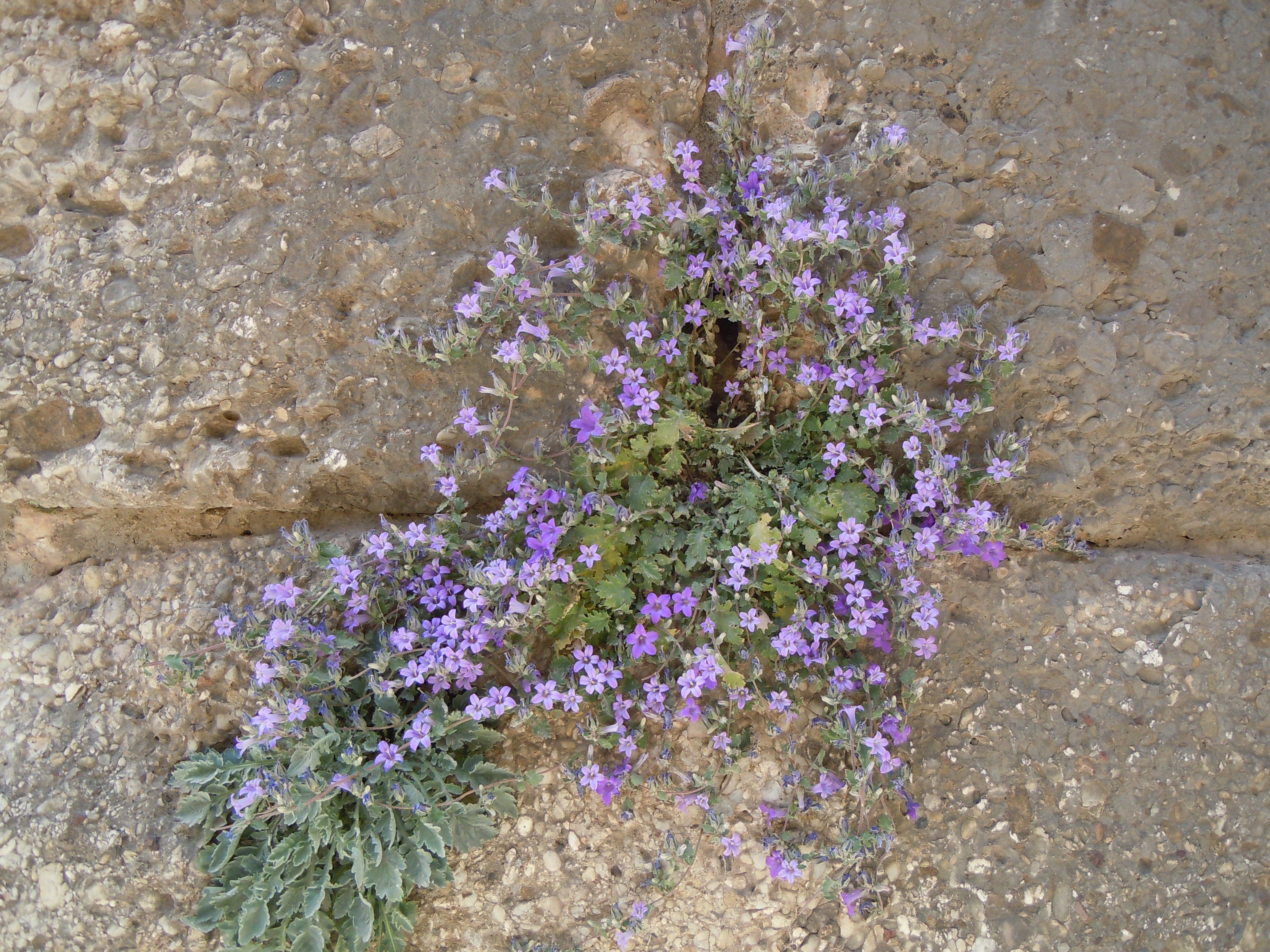
Campanule poussant sur un mur à Mycènes.